# Pista Uno

Gerarchia di Pista d'Atterraggio Uno

Pista d'Atterraggio Uno (Airstrip One in lingua inglese) è una provincia del Superstato immaginario di Oceania, ideato da George Orwell nel romanzo distopico 1984 (scritto nel 1949).
Nella visione del futuro di Orwell, il territorio di Pista d'Atterraggio Uno occupa quei territori "una volta" conosciuti come Inghilterra, o Regno Unito: il capoluogo di questa provincia oceanica è Londra, che dovrebbe anche essere la capitale dell'Oceania in quanto vi hanno sede i quattro ministeri dello Stato: il Ministero dell'Amore, il Ministero della Verità, il Ministero della Pace e il Ministero della Abbondanza.
Come però scritto nel saggio di Goldstein (del quale O'Brien, uno degli ideatori, sostiene la veridicità delle parti descrittive), l'Oceania non è uno Stato centralizzato e non ha quindi una vera e propria capitale; essendo Londra molto lontana dalle altre regioni di Oceania (la maggior parte nelle Americhe), probabilmente ricopre solo il ruolo di centro amministrativo di Pista d'Atterraggio Uno.